# Pagaronia whangaksana
Pagaronia whangaksana är en insektsart som beskrevs av Kae Kyoung Kwon och Lee 1980. Pagaronia whangaksana ingår i släktet Pagaronia och familjen dvärgstritar. Inga underarter finns listade i Catalogue of Life.